# Lennard Hartjes
Lennard Hartjes (Spijkenisse, 7 april 2003) is een Nederlands voetballer die bij voorkeur als middenvelder speelt. Hij staat tot medio 2027 onder contract bij Excelsior Rotterdam.

## Clubcarrière

### Jeugd
Hartjes begon met voetballen bij VV Spijkenisse in zijn geboorteplaats. Hier pikte Sparta Rotterdam hem op, waar hij instroomde in de jeugdopleiding. Na vier jaar bij Sparta maakte hij in 2015 de overstap naar de Academy van Feyenoord.

### Feyenoord
In aanloop naar het seizoen 2021/22 haalde hoofdtrainer Arne Slot Hartjes, samen met onder andere Antoni Milambo, bij het eerste elftal om ervaring op te doen. Zo mocht hij in de voorbereiding al enkele malen invallen, onder andere tegen het Griekse PAOK Saloniki en het Spaanse Atlético Madrid. Op 12 augustus 2021 maakte Hartjes zijn officiële debuut voor het eerste elftal in de thuiswedstrijd tegen Luzern (3-0). Hij kwam in de 58e minuut in het veld voor Orkun Kökçü. De teller bleef voor Hartjes uiteindelijk steken op twee optredens in het eerste elftal van Feyenoord.
In seizoen 2022/23 werd hij verhuurd aan Roda JC, en in seizoen 2023/24 aan Excelsior. Tijdens de eerste wedstrijd voor Excelsior in augustus 2023 scheurde zijn kruisband waardoor hij tijdens het gehele seizoen niet in actie kon komen.

### Excelsior
In de zomer van 2024 verkocht Feyenoord Hartjes aan Excelsior. In de eerste helft van het seizoen speelde hij alle wedstrijden, maar in januari 2025 kreeg hij opnieuw te maken met een kruisbandblessure.

## Carrièrestatistieken
| Seizoen                     | Club               | Land            | Competitie      | Competitie | Competitie | Beker | Beker | Internationaal | Internationaal | Overig | Overig | Totaal | Totaal |
| Seizoen                     | Club               | Land            | Competitie      | Wed.       | Dlp.       | Wed.  | Dlp.  | Wed.           | Dlp.           | Wed.   | Dlp.   | Wed.   | Dlp.   |
| --------------------------- | ------------------ | --------------- | --------------- | ---------- | ---------- | ----- | ----- | -------------- | -------------- | ------ | ------ | ------ | ------ |
| 2021/22                     | Feyenoord          | Nederland       | Eredivisie      | 0          | 0          | 0     | 0     | 2              | 0              | 0      | 0      | 2      | 0      |
| 2022/23                     | Feyenoord          | Nederland       | Eredivisie      | 0          | 0          | 0     | 0     | 0              | 0              | 0      | 0      | 0      | 0      |
| 2022/23                     | → Roda JC Kerkrade | Nederland       | Eerste divisie  | 33         | 2          | 1     | 1     | –              | –              | –      | –      | 34     | 3      |
| 2023/24                     | → Excelsior        | Nederland       | Eredivisie      | 0          | 0          | 0     | 0     | 0              | 0              | 0      | 0      | 0      | 0      |
| Carrière totaal             | Carrière totaal    | Carrière totaal | Carrière totaal | 33         | 2          | 1     | 1     | 2              | 0              | 0      | 0      | 36     | 3      |
| Bijgewerkt tot 20 juni 2023 |                    |                 |                 |            |            |       |       |                |                |        |        |        |        |